# Neoculladia incanelloides
Neoculladia incanelloides är en fjärilsart som beskrevs av Stanislas Bleszynski 1967. Neoculladia incanelloides ingår i släktet Neoculladia och familjen Crambidae. Inga underarter finns listade i Catalogue of Life.